# TecTiles

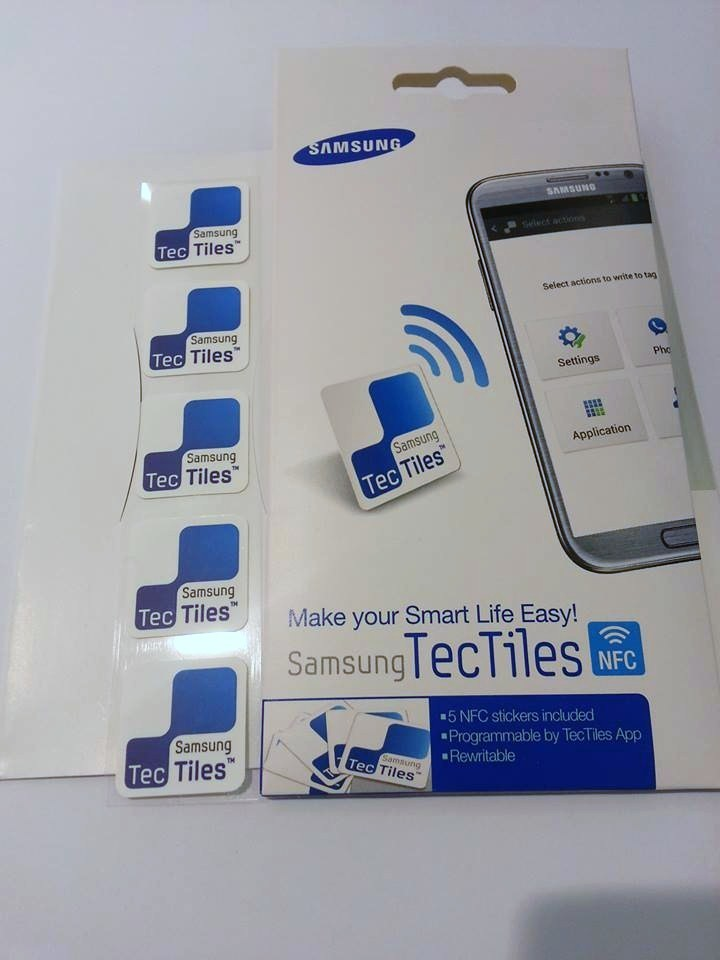
Originale Samsung-TecTiles

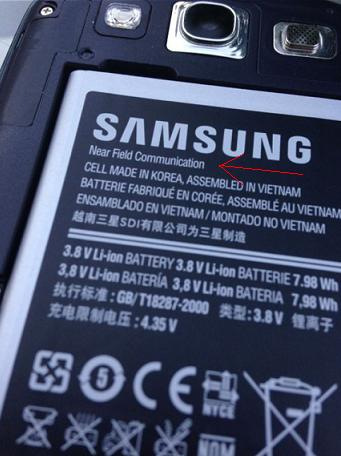
NFC-Schnittstelle bei Samsung-Smartphone

Bildschirmabzug der Samsung-TecTile-App

TecTile Tags sind NFC-Chips, welche von Samsung für verschiedene Zwecke entwickelt wurden.

## Merkmale
Tectiles sind selbstklebende Sticker mit eingebautem Chip.  Sie werden vor Gebrauch mittels App vom Benutzer programmiert und beschrieben. In den Tags werden verschiedene Befehle gespeichert und an das Smartphone weitergeleitet, sobald man es an den Sticker hält. Die TecTiles können immer wieder neu beschrieben und ihr Inhalt kann gelöscht werden, was eine erneute Nutzung der Tags immer wieder möglich macht und somit die Lebensdauer deutlich verlängert. Um die NFC-Tags zu beschreiben, wird die App „Samsung TecTiles“ verwendet, welche direkt über den Android Playstore heruntergeladen werden kann. Voraussetzung für die Funktionsfähigkeit ist ein NFC-fähiges Gerät. Samsung vertreibt die originalen TecTiles in Fünferpackungen. Die NFC-Tags sind Auftraggeber oder Auslöser für verschiedene Funktionen im Smartphone, welche automatisch aktiviert oder ausgeführt werden, sobald der beschriebene NFC-Chip in Verbindung mit der NFC-Schnittstelle des Smartphones kommt.

## Anwendung
Möchte man das Smartphone im Auto automatisch mit dem Bluetooth-Radio gekoppelt haben, so kann man das nun mittels App programmieren. Wenn man sich ins Auto setzt, muss man das Smartphone an den im Auto angebrachten NFC-Chip halten, und der Befehl wird ausgeführt; das Smartphone schaltet das Bluetooth ein und koppelt sich mit dem Bluetooth-Radio des Autos. So kann man es auch für die Smartphone-Navigation machen. Man hält das Smartphone an den vorprogrammierten Chip, das GPS aktiviert sich und die Navigations-App wird geöffnet.

## Weitere Anwendungsmöglichkeiten
- Wecker geht zur vordefinierten Zeit automatisch jeden Morgen an.
- Auf Lautlos schalten bei der Arbeit.
- Ein Clubbetreiber klebt den Sticker beim Eingang an eine beliebige Fläche. Die Besucher mit NFC-fähigem Gerät können nun mittels NFC-Smartphone auf die Webseite des Veranstalters weitergeleitet werden (wie bei QR-Codes).
- Synchronisation der verschiedenen Accounts wie Twitter und Facebook.

## Ähnliche Technik
- QR-Code

## Weblink
- Samsung TecTiles